# آنتون مالی
آنتون مالی (انگلیسی: Anton Malej; ۱۶ ژانویهٔ ۱۹۰۸ – ۱۵ ژوئیهٔ ۱۹۳۰) ژیمناست هنری اهل یوگسلاوی بود.